# Garshasp: The Monster Slayer
Garshasp: The Monster Slayer (en persan : گرشاسپ گرز ثریت) est un jeu d'action-aventure à la 3e personne de type beat them all, premier jeu développé par Dead Mage (dont le développement initial a été effectué sous le nom de Fanafzar Game Studio, branche de Fanafzar Sharif). Le jeu est sorti le 25 octobre 2010 en Iran et le 9 mai 2011 à l'international,.

## Histoire
Bien des années après l’emprisonnement d’Azhi Dahaka par Fereydoun et sa légion de la lumière, les Dives démoniaques qui furent les commandants de l’armée des ténèbres menée par Azhi Dahaka, se relevèrent de nouveau à travers les terres anciennes de Khunirath et déferlèrent sur les humains. Les démons Dives établirent alors chacun leur propre commandement, et avec leurs troupes, abattirent peine et douleurs sur la race humaine. Le Dive Hitasp, connue sous le nom de La Couronne d’Or, terrifiant par sa puissante magie mortelle, chercha alors à établir son propre empire sur les régions rocheuses de Faranbagh...
Siavoshgard, village légendaire, demeure de nombreux Pahlavans (héros), fut assailli par Hitasp et ses acolytes, et dans la bataille qui fit rage, Oroxia, frère de sang de Garshasp fut tué.
Profondément affligé, Garshasp se mit en quête de vengeance en faisant route, seul, vers la citadelle d’Hitasp. Mais alors il découvre qu’une chose bien plus importante que la vie de son frère a été prise lors du raid de Siavoshgard. Garshasp va devoir jouer un rôle important pour la destinée du monde.

## À propos du jeu
Directement inspiré du recueil de poème épique Garshâsp Nâmeh écrit par le poète Assadi Toussi, Garshasp, le jeu  de Dead Mage Inc. est une représentation symbolique de l’atmosphère mythique et de la grandeur de l’ancienne Perse. La plupart des images et des scènes dépeintes dans ce jeu sont tirées et inspirées par des sources historiques, des monuments, des gravures, ou des pétroglyphes que l’ont trouve à travers l'Iran et dans son histoire.
Garshaps, initialement prévu sur PC, est un jeu d'action-aventure à la 3e personne de type beat them all tablée sur la vieille mythologie persane. Le jeu est basé sur les batailles épiques livrées par le héros mythologique Garshasp dans les terres anciennes contre des créatures démoniaques.
S'inspirant du gameplay de God of War et de Prince of Persia : L'Âme du guerrier, le jeu est axé sur des combats de mêlées, des résolutions d’énigmes et d’explorations.
Garshasp est en développement dans les studios Fanafzar depuis début 2006.

## Spécifications techniques
Le jeu Garshasp sortira sur support PC. Les graphismes seront configurables en jeu, mais une carte graphique prenant en charge la technologie Shader Model 2.0 est nécessaire.
Garshasp tournera sur tous les nouveaux processeurs, mais un dual-core au minimum est recommandé. 
Le jeu emploie majoritairement des technologies internes mais utilise aussi des technologies standards de l’industrie telle que le moteur 3D libre OGRE3D et le moteur physique Nvidia PhysX.

## Utilisation de logiciel libre
L'Iran subissant des sanctions commerciales de la part de certains pays, Fanafzar a dû majoritairement se servir de logiciel libres pour le développement de Garshasp.
Ces logiciels comprennent entre autres le moteur graphique OGRE, la bibliothèque OpenAL, la bibliothèque Boost C++ Libraries, et la bibliothèque graphique WxWidgets. Ceci mis à part l'utilisation de logiciels internes développé par Fanafzar,. Fanafzar Game Studio réfléchit aussi à un portage sous Linux.